# Camden Town
Camden Town (AFI: /ˈkæmdən taʊn/) è un quartiere di Londra, situato 4 km a nord di Charing Cross, nel borgo londinese di Camden. È identificato, nel Piano di Londra, come uno dei centri maggiori della Grande Londra.
Spesso viene chiamata semplicemente Camden, ma non per questo va confusa con l'intero omonimo borgo.
Camden Town è nota per l'affollato mercato e come centro di vita delle culture "alternative" formatesi dagli anni sessanta a seguire, poi sfociate in movimenti come punk, post punk, dark, goth.

## Geografia fisica
Camden Town si trova su un terreno relativamente pianeggiante, a circa 30 m sul livello del mare, 4 km a nord-nord-ovest di Charing Cross.
A nord del quartiere si trovano le colline di Hampstead e Highgate, mentre a ovest si estende Primrose Hill.
Il fiume Fleet, oggi incanalato e sotterraneo, scorre dalla sua sorgente nell'Hampstead Heath attraverso Camden Town, dirigendosi a sud verso il Tamigi.
Il Regent's Canal, invece, attraversa la parte settentrionale di Camden Town.

## Origine del nome
Camden Town prende il nome da Charles Pratt, I conte di Camden, il cui titolo nobiliare derivava dalla sua tenuta, Camden Place, situata nei pressi di Chislehurst, nel Kent (oggi parte del borgo londinese di Bromley), precedentemente appartenuta allo storico William Camden.
Il toponimo, che compare nella mappa dell'Ordnance Survey del 1822, fu in seguito adottato dal gruppo di artisti della Camden Town Group dei primi anni del XX secolo e, nel 1965, dal borgo londinese di Camden.

## Storia

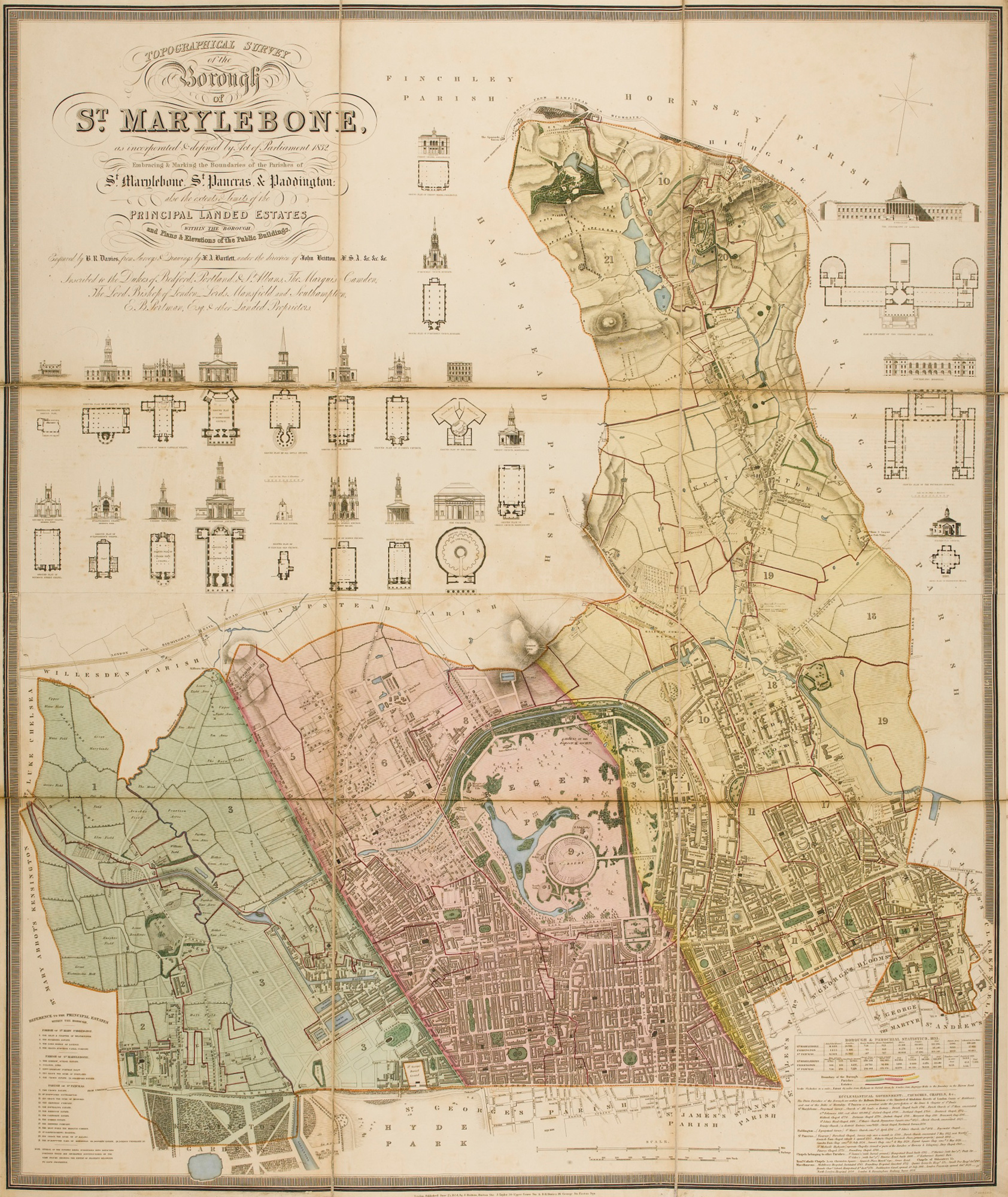
Nel 1834, le antiche parrocchie di Paddington, St Marylebone e St Pancras si estendevano da ovest a est; Camden Town faceva parte della parrocchia di St Pancras. Oggi queste aree corrispondono rispettivamente alla Città di Westminster e al borgo londinese di Camden.

Storicamente, l'area di Camden Town era parte della parrocchia civile di Saint Pancras, un'antica entità di origine medievale situata nella contea del Middlesex.
In particolare, Camden Town sorge su terreni che un tempo facevano parte della tenuta di Kentish Town.
Sir Charles Pratt, avvocato e politico radicale del XVIII secolo, acquisì la tenuta tramite matrimonio e vi diede il suo nome. Nel 1791 iniziò a concedere contratti di locazione per la costruzione di abitazioni nella tenuta.
L'avvento della rivoluzione industriale nel XIX secolo fece di Camden la stazione terminale della linea ferroviaria della società London and Birmingham Railway nel 1837. Qui le merci venivano scaricate dai treni e trasferite sulle strade tramite alcuni dei 250 000 cavalli da lavoro di Londra. L'intera area fu adattata a funzione di trasporto: esempi sono il Roundhouse (1846), Camden Lock e le Stables.
La realizzazione del Regent's Canal, completata nel 1816 e passante attraverso Camden, contribuì in modo determinante alla trasformazione dell'area in un centro per il commercio di merci, grazie anche alla vicinanza con la stazione ferroviaria.
Nel 1889, la parrocchia di Saint Pancras, di cui l'area di Camden Town faceva parte, fu inclusa nella contea di Londra. Nel 1900, con l'emenazione del London Government Act e l'istituzione dei borghi metropolitani, Camden Town entrò a far parte del borgo metropolitano di Saint Pancras.

Altre novità dal punto di vista amministrativo si ebbero nel 1965, con l'istituzione della Grande Londra e la conseguente riorganizzazione delle autorità locali, quando il quartiere fu incorporato nel neocostituito borgo londinese di Camden, di cui costituisce l'area eponima e il centro amministrativo.
Fino almeno alla metà del XX secolo, Camden Town era considerata una località poco alla moda.
A partire dal 1974, tuttavia, l'area si aprì al commercio artigianale con l'istituzione del primo nucleo del Camden Market, noto come Camden Lock, inizialmente composto da sedici bancarelle specializzate in gioielli, antiquariato e artigianato. In breve tempo, il mercato si espanse, accogliendo venditori di cibo di strada e altri piccoli commercianti, fino a diventare uno dei mercati più noti e frequentati di Londra.
Lo Stables Market, aperto successivamente, deve il proprio nome alle ex scuderie utilizzate per i cavalli da tiro impiegati nel trasporto di merci lungo il Regent's Canal. Fino al 1980 era presente anche una struttura veterinaria, nota come "ospedale per cavalli", destinata alla cura degli animali feriti.
Nel 1993 un attentato esplosivo organizzato dalla Provisional IRA ferì 18 persone lungo la strada principale del quartiere, Camden High Street.
Il 9 febbraio 2008, il mercato di Camden Canal subì un grave incendio, senza però causare feriti.
Successivamente riaprì come Camden Lock Village, fino alla chiusura nel 2015 per lavori di riqualificazione.

## Monumenti e luoghi d'interesse

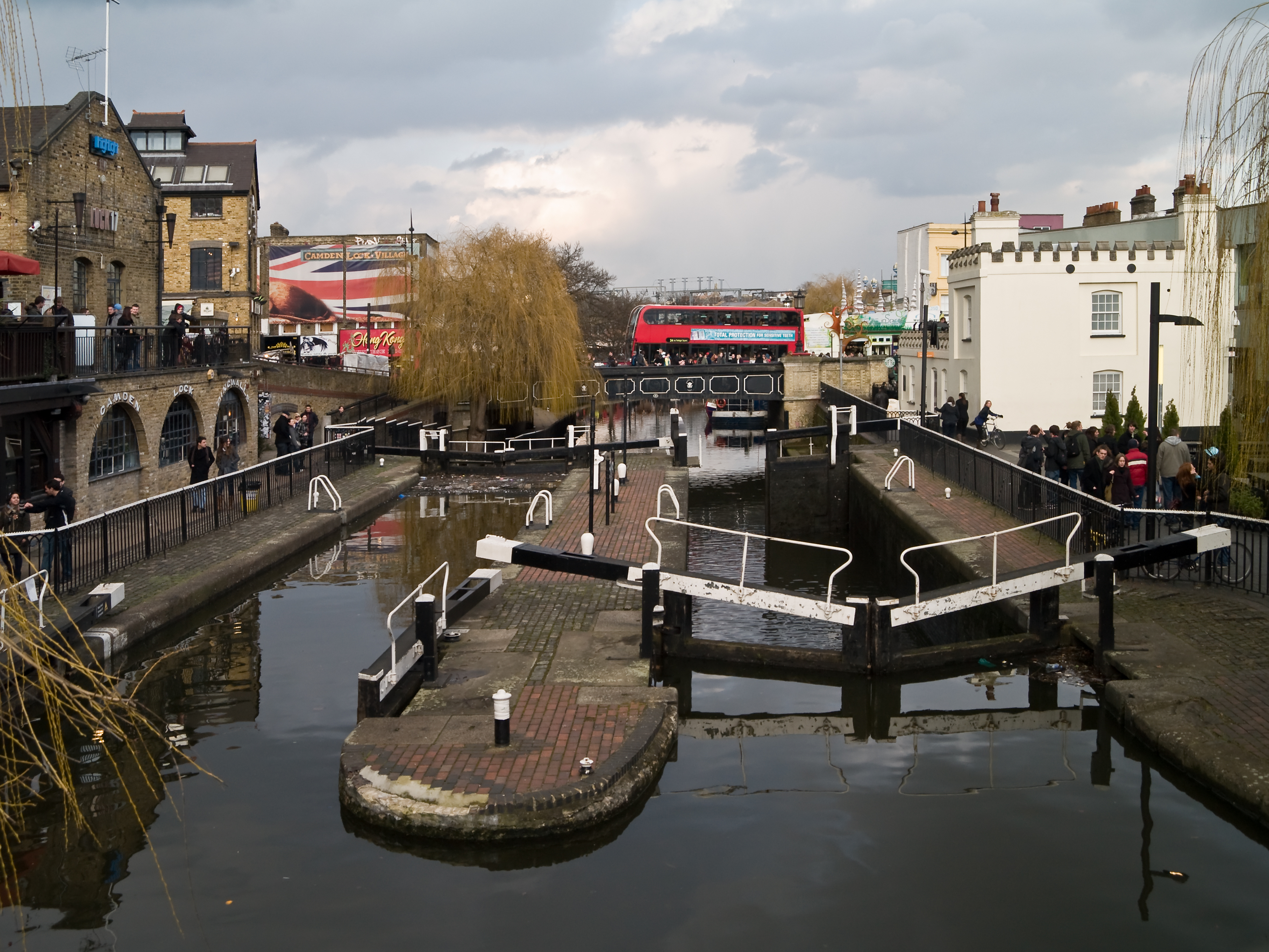
Camden Lock, la doppia chiusa di Camden sul Regent's Canal.

Il Regent's Canal scorre nel nord di Camden Town e la strada adiacente di 13,6 km passa attraverso lo zoo di Londra. Molti dei corrimano presso i ponti mostrano profondi solchi lasciati dalle corde da rimorchio con cui i cavalli tiravano i barconi fino agli anni '50, e ci sono ancora rampe sott'acqua per aiutare i cavalli scappati e caduti nel canale.
Uno dei numerosi ponti, il Macclesfield Bridge, è conosciuto come Blow-up Bridge (ponte esploso): è stato il luogo della più grande esplosione prima della guerra a Londra, quando un barcone carico di polvere da sparo saltò in aria nel 1874.
Camden Lock è una tradizionale doppia chiusa attivabile manualmente, che opera fra due livelli ben separati. Un buon numero di mercati del fine settimana si sono insediati lì attorno fin dagli anni '70.
Non molto lontano si trova Regent's Park, un grande parco che era la zona di caccia di Enrico VIII. Ci sono giardini di rose in fiore in primavera, un lago navigabile, oche, anatre e diversi parchi giochi. Lo zoo di Londra si trova nella parte nord del parco.
The Roundhouse è una costruzione del 1847 della London and Birmingham Railway. È stata usata per diversi scopi, ma alla fine è rimasta abbandonata e convertita in uno spazio musicale negli anni '60 dove sono avvenuti molti concerti rock. Dal 2006 è usata principalmente come teatro.
Ci sono molti negozi, bar, ristoranti e caffè. L'area della fermata della metropolitana, a sud, è una London High Street, cioè una strada alla moda; verso nord si trovano mercati e attrazioni tipici dell'area. Ci sono diverse scuole in questa zona.

Camden Town è raggiungibile percorrendo la metropolitana identificata con il colore nero.

### Mercati di Camden
Camden è conosciuta per i suoi mercati: questi sono relativamente recenti, se si esclude l'Inverness Street Market, un piccolo mercato ortofrutticolo che serve i locali, sebbene nei weekend sia frequentato anche da turisti. Il Camden Lock Market si formò nel 1973 e adesso è circondato da mercati-satellite: Buck Street Market, Stables Market, Camden Canal Market a un mercato coperto nella Electric Ballroom.

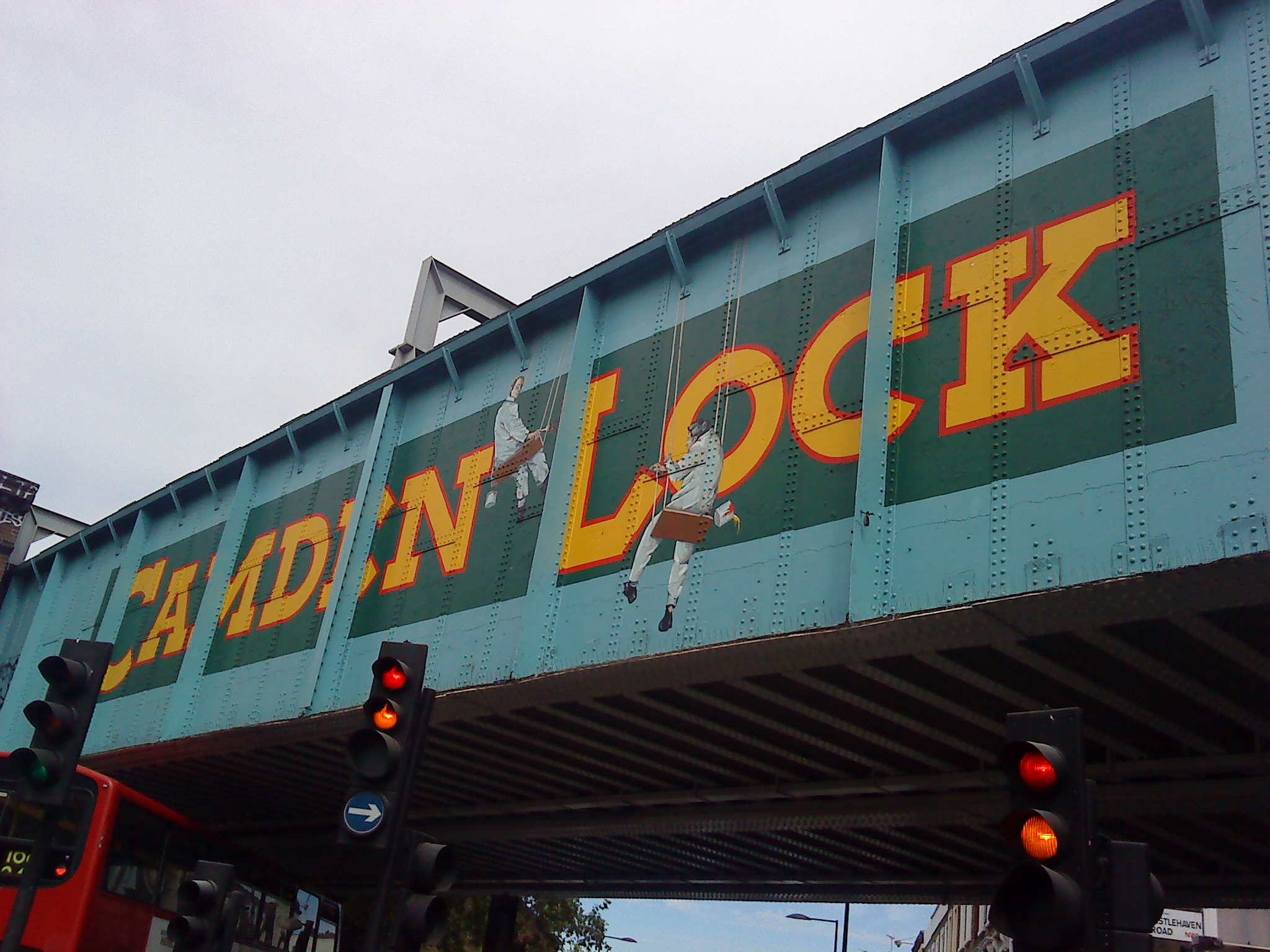
L'insegna di Camden Lock

I mercati sono una delle maggiori attrazioni turistiche nei fine settimana, e vendono prodotti a prezzi accessibili di tutti i tipi, inclusi abbigliamento, libri, cibo, antiquariato e oggetti bizzarri. I mercati e i negozi circostanti sono popolari tra i giovani, in particolare chi è in cerca di vestiti alternativi. Stables Market ha anche una parte dedicata all'antiquariato e ai mobili. 
Catene di negozi di vendita al dettaglio di cibo hanno preso il posto di attività indipendenti, sfrattati per gli affitti alti e nuovi sviluppi economici. Diversi ristoranti sono poco lontano dai mercati, sulla Camden High Street e le sue parallele, Parkway, Chalk Farm Road, Bayham Street.
La conflittuale pressione dello sviluppo di Londra ha fatto nascere un controverso piano per una restaurazione del centro storico di Stables Market. Un'estensione in acciaio e vetro fu costruita sulla cima di questo luogo durante l'estate 2006. Questo ha aumentato la capacità del mercato, ma anche la pressione sulle strade e i trasporti di Camden Town, già portati ai limiti nel weekend dalle migliaia di turisti che arrivano in quest'area.

## Infrastrutture e trasporti
- Linea Northern: Camden Town
- London Overground (linea Mildway): Camden Road

La strada A400, che collega Charing Cross ad Archway, attraversa Camden Town lungo l'asse nord-sud, costituendo una delle principali direttrici del quartiere. Dal territorio di Camden Town hanno inoltre origine alcune strade di categoria A di rilevanza nazionale, tra cui la A503, che si dirige a nord-est verso Woodford, e la A5205, che si sviluppa verso sud-ovest in direzione di Maida Vale.
Il quartiere è servito dalla stazione di Camden Road, situata all'incrocio tra Camden Road e Royal College Street, lungo la linea Mildmay della rete London Overground, il cui servizio è operato da Arriva Rail London.
Entro un raggio pedonale di circa venti minuti si trovano, inoltre, i terminal ferroviari di Londra St Pancras, Londra Euston e Londra King's Cross, che garantiscono collegamenti a lunga percorrenza, sia nazionali (operati da Avanti West Coast, LNER, EMR), sia internazionali (Eurostar).
La stazione della metropolitana di Camden Town, servita dalla linea Northern, si trova in prossimità dell'area centrale e delle principali attrazioni del quartiere.
A breve distanza pedonale si trovano anche le stazioni di Chalk Farm e Mornington Crescent, anch'esse situate lungo la stessa linea.
Numerose linee di autobus, gestite da vari operatori per conto di London Buses, collegano Camden Town ai quartieri limitrofi.
Infine, lungo il Regent's Canal, che attraversa la porzione settentrionale di Camden Town, è attivo un servizio regolare di navigazione passeggeri con imbarcazioni che partono da Camden Lock e percorrono la tratta fino a Little Venice, transitando per Regent's Park ed effettuando fermata presso lo zoo di Londra.

## Galleria d'immagini

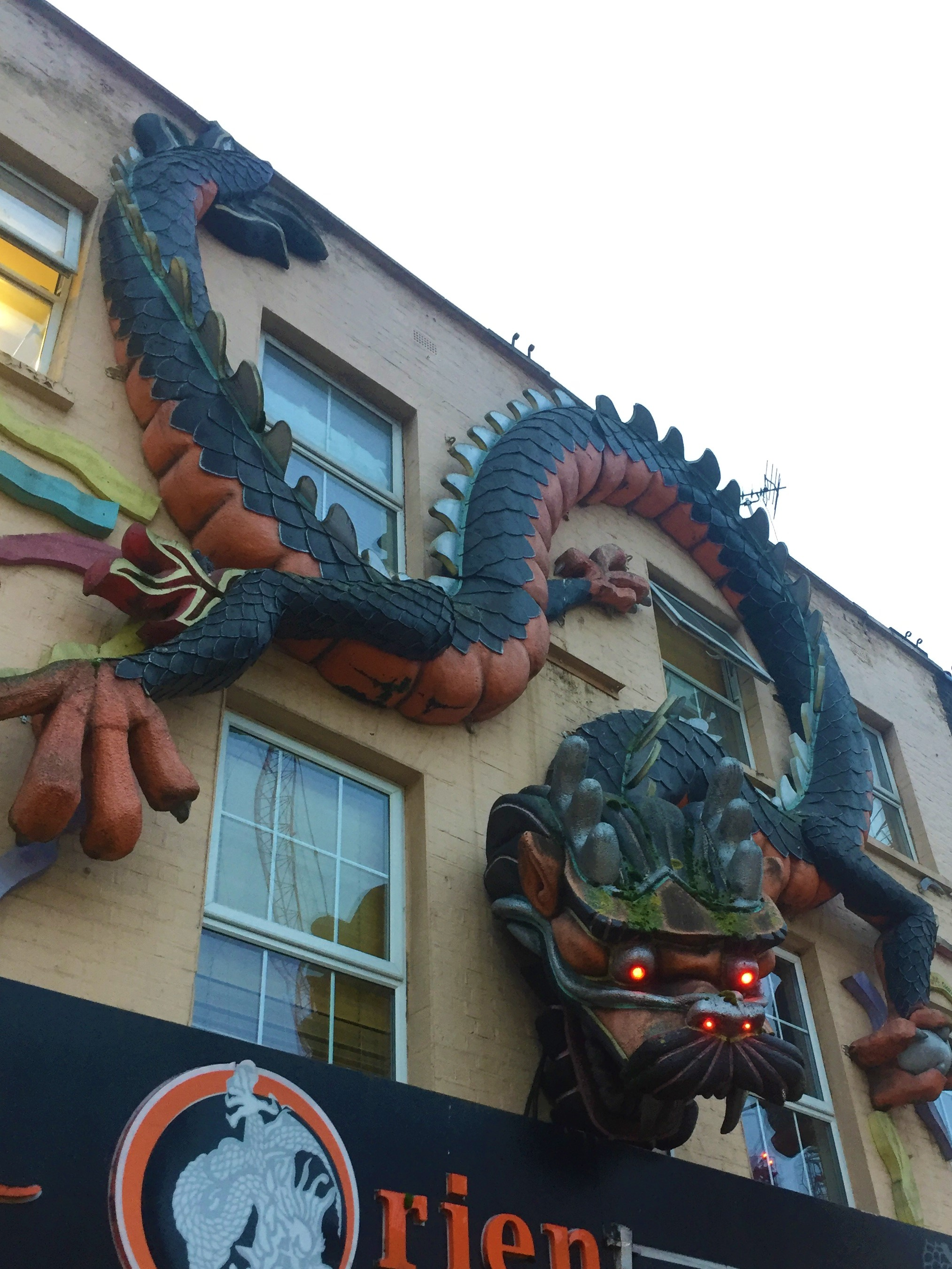
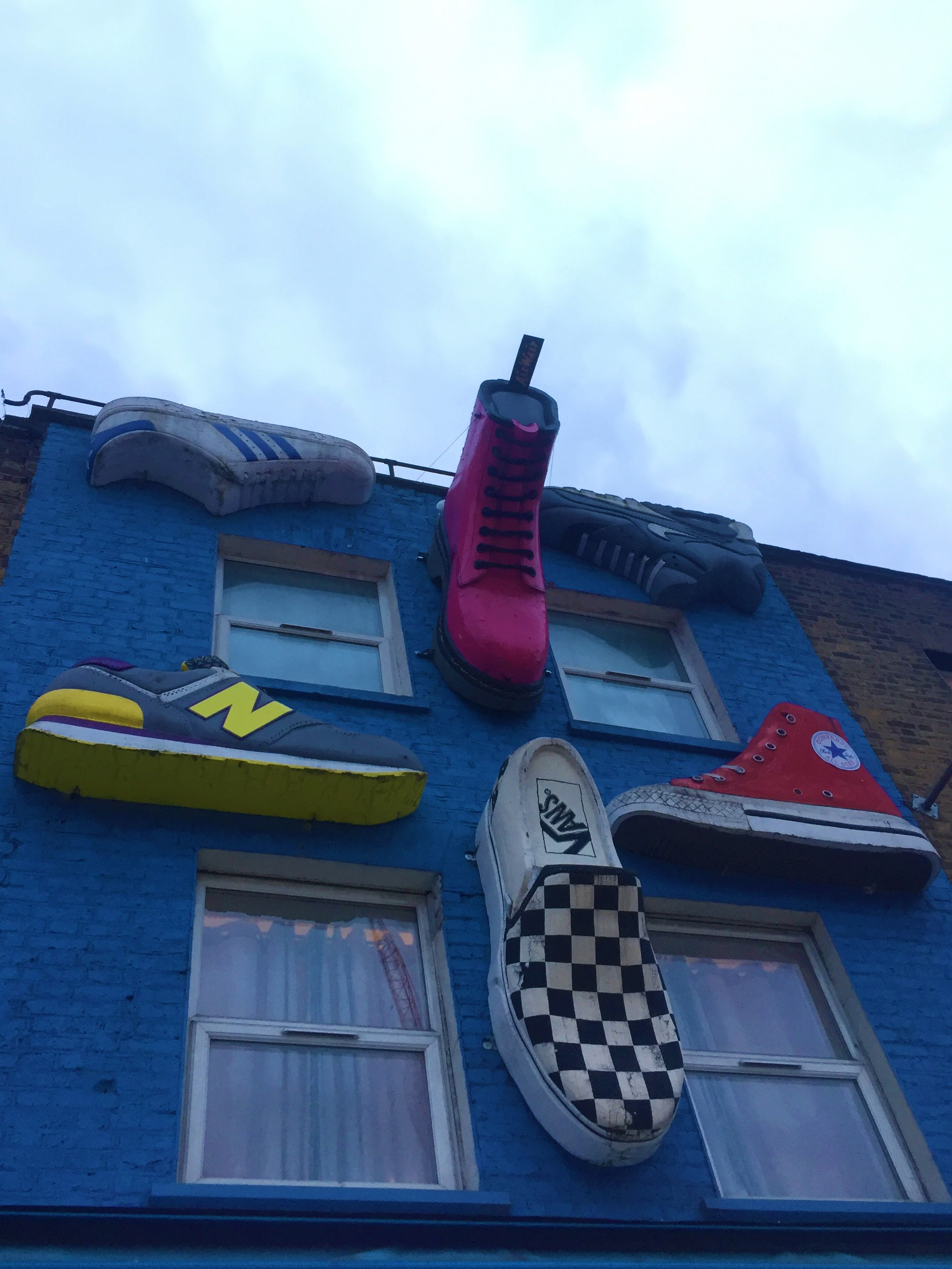
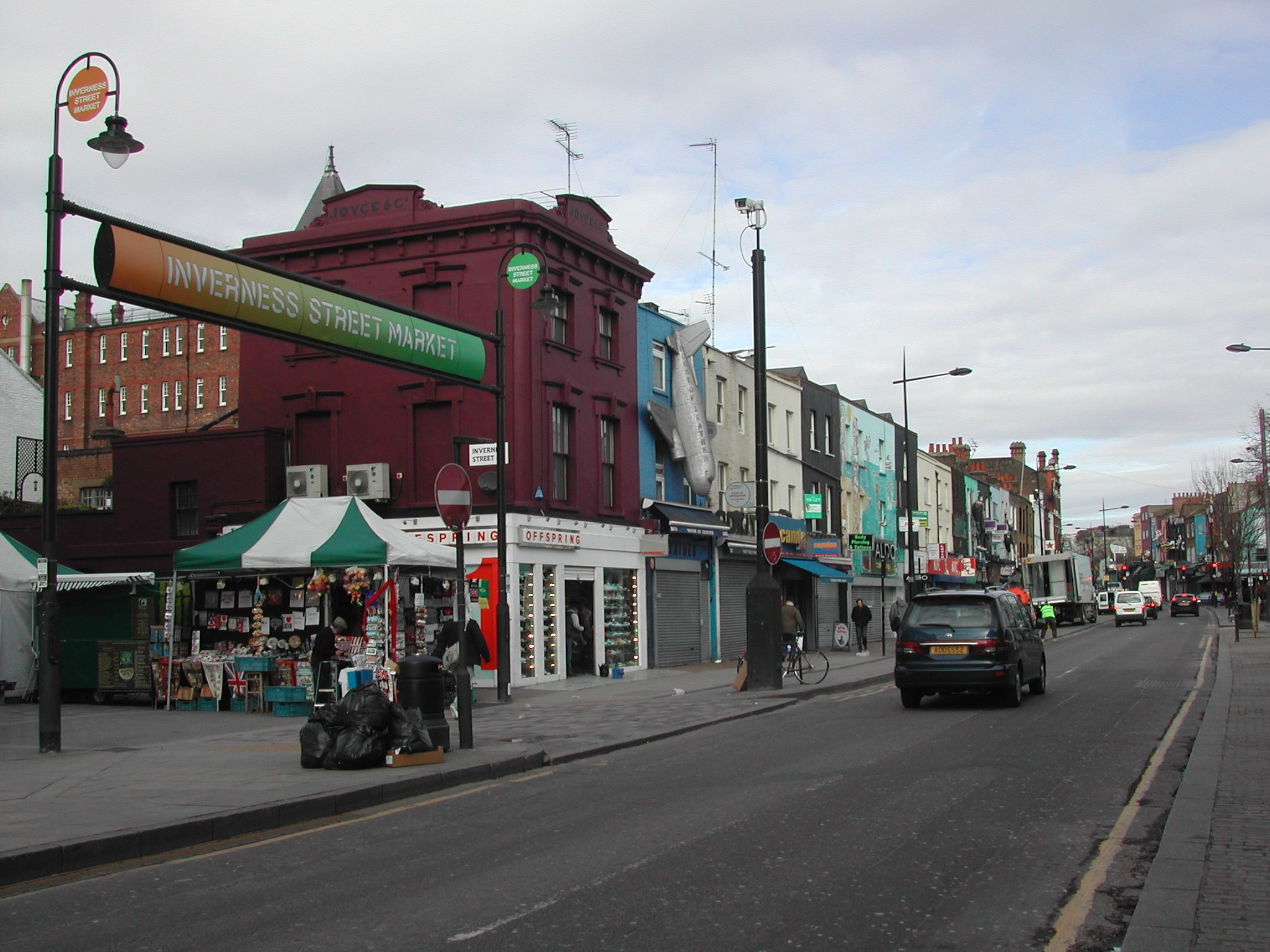
Veduta
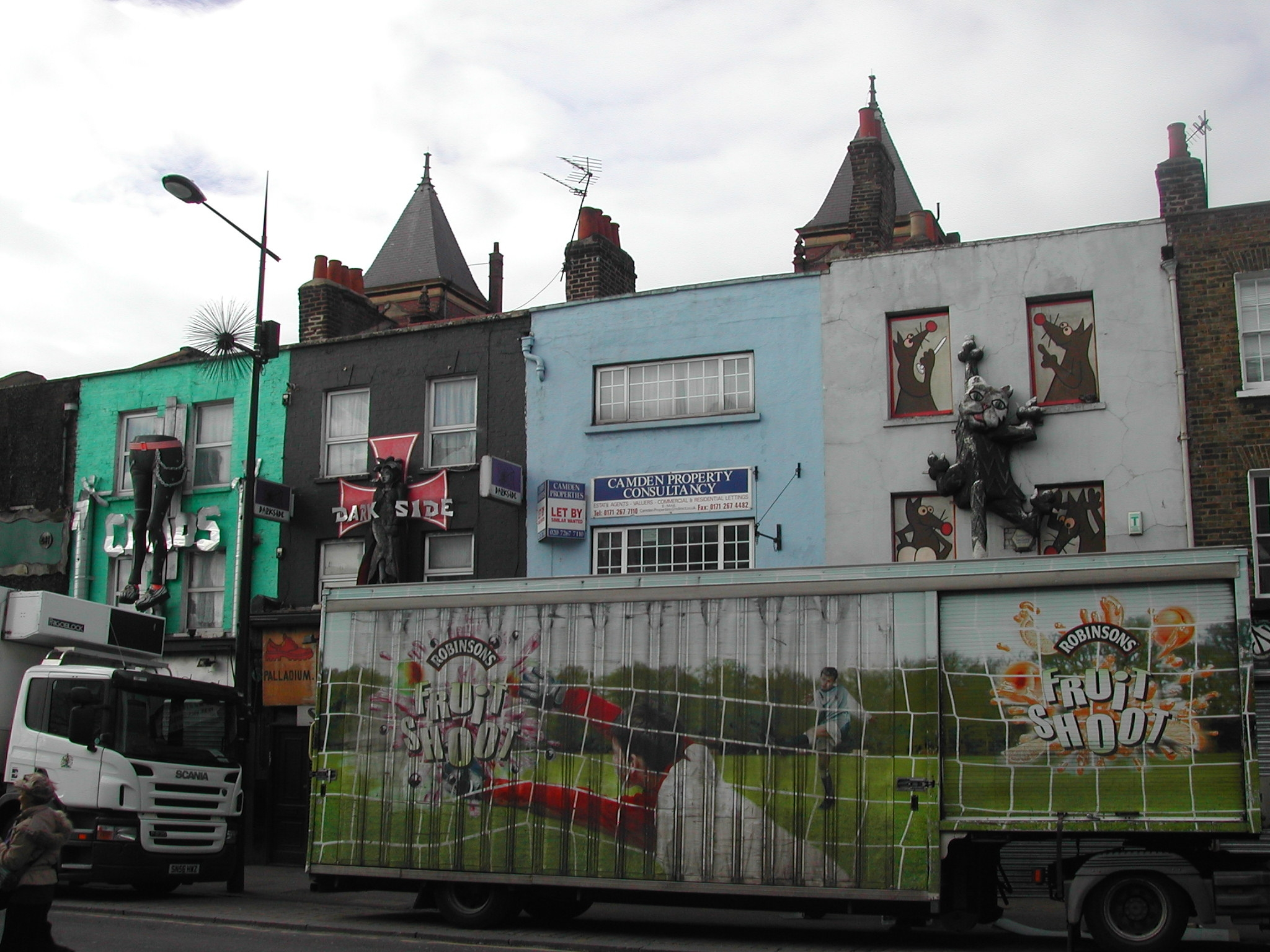
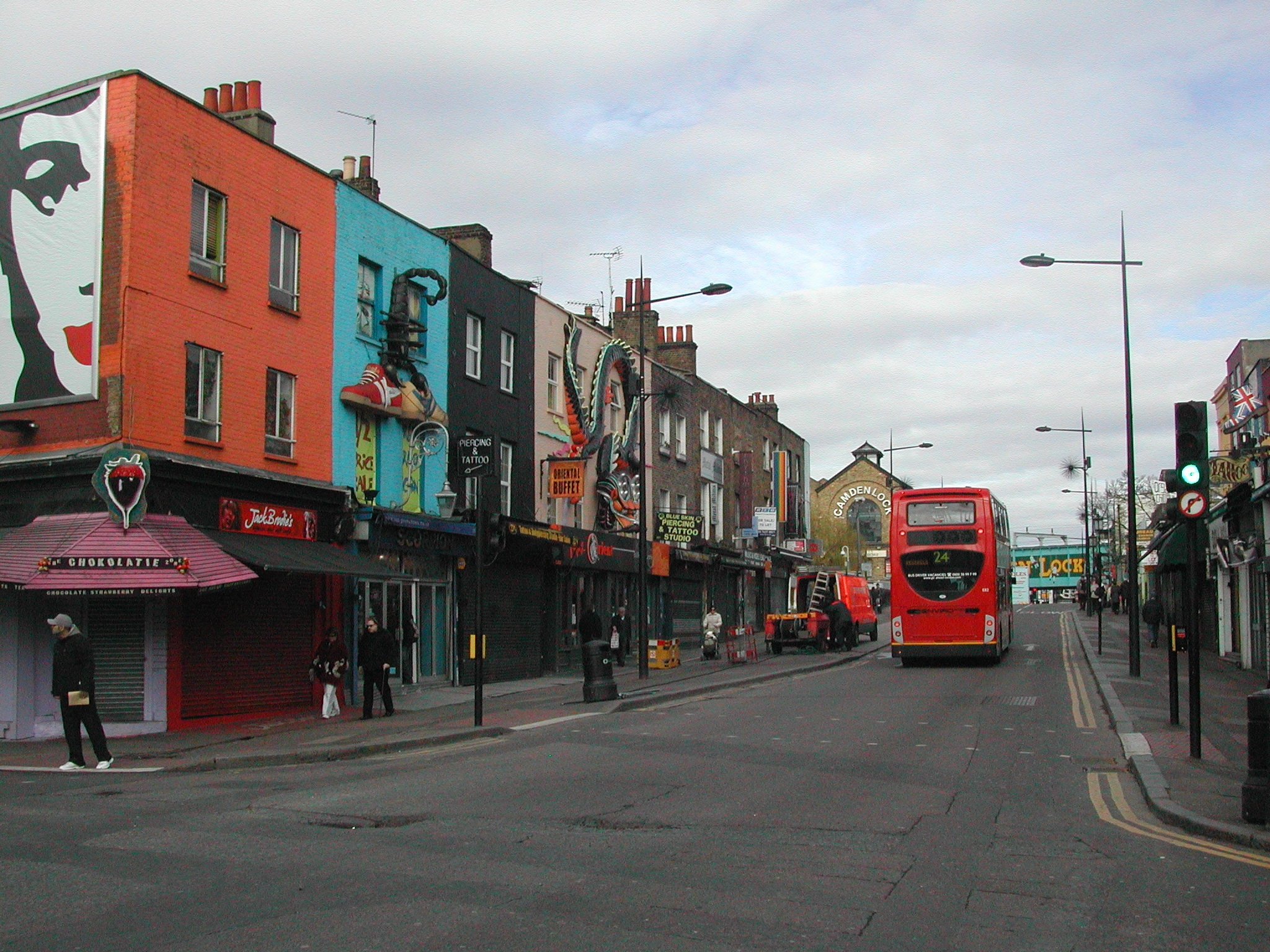
Negozi ed insegne
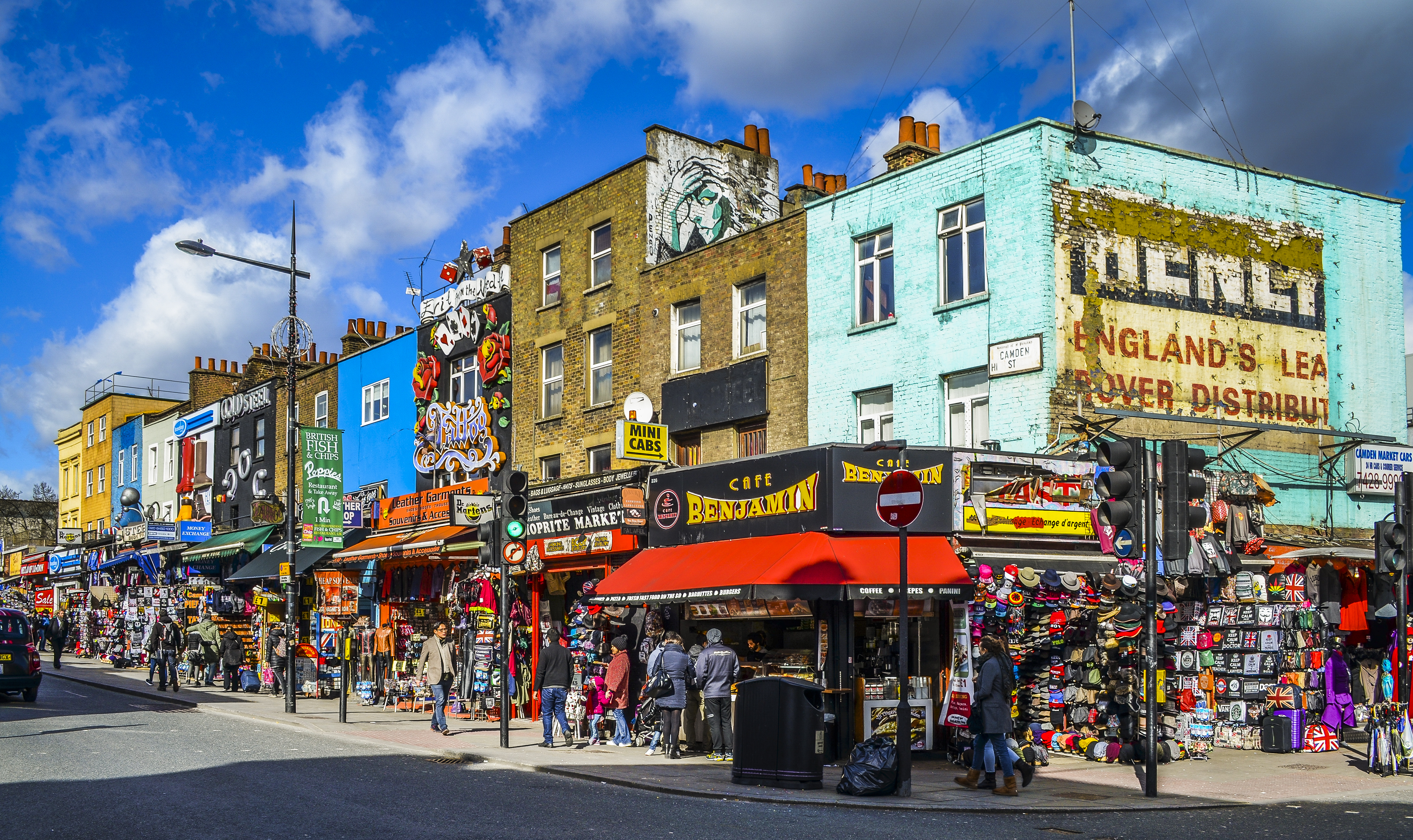
Camden High Street
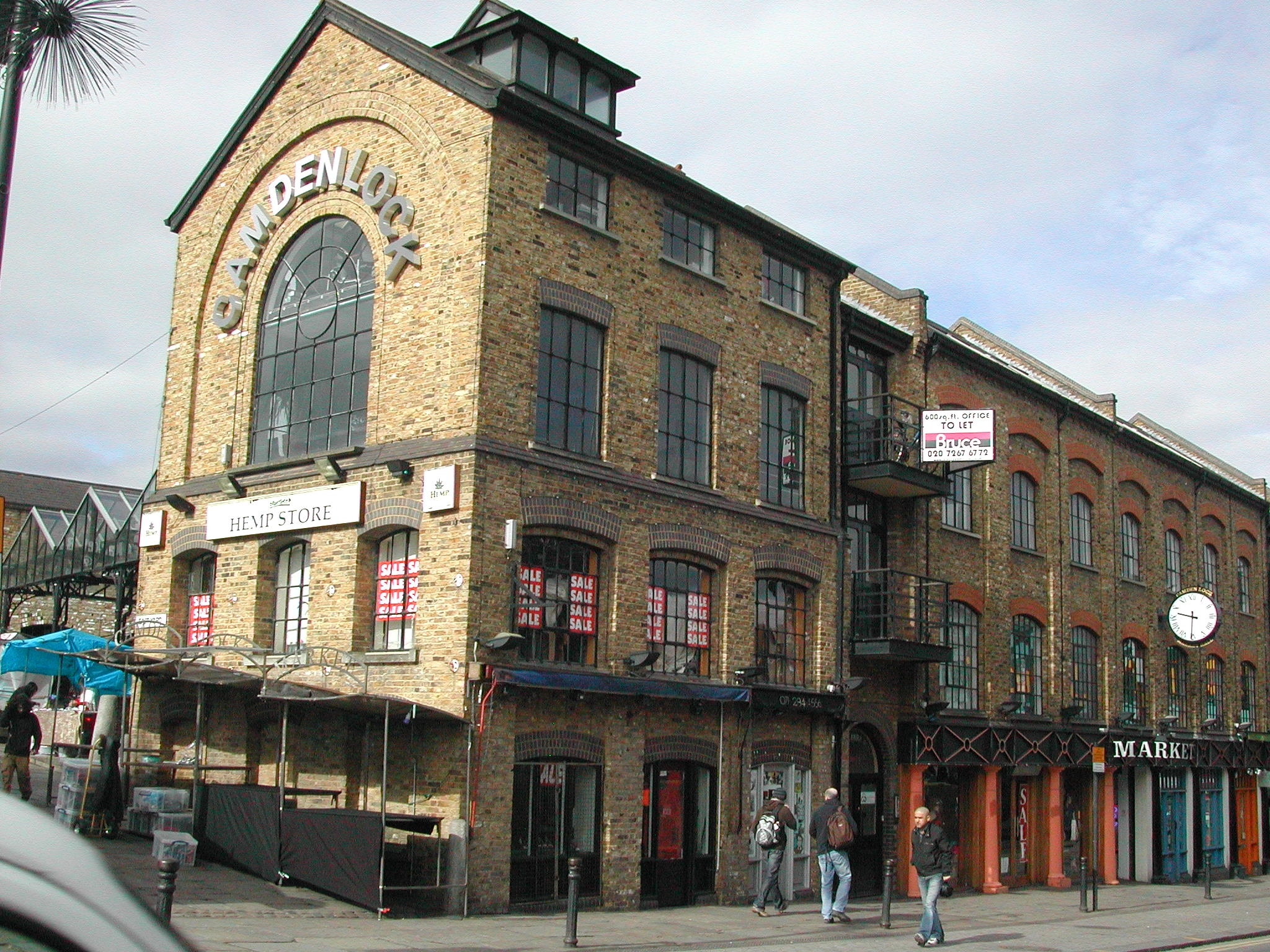
Camden Lock Market
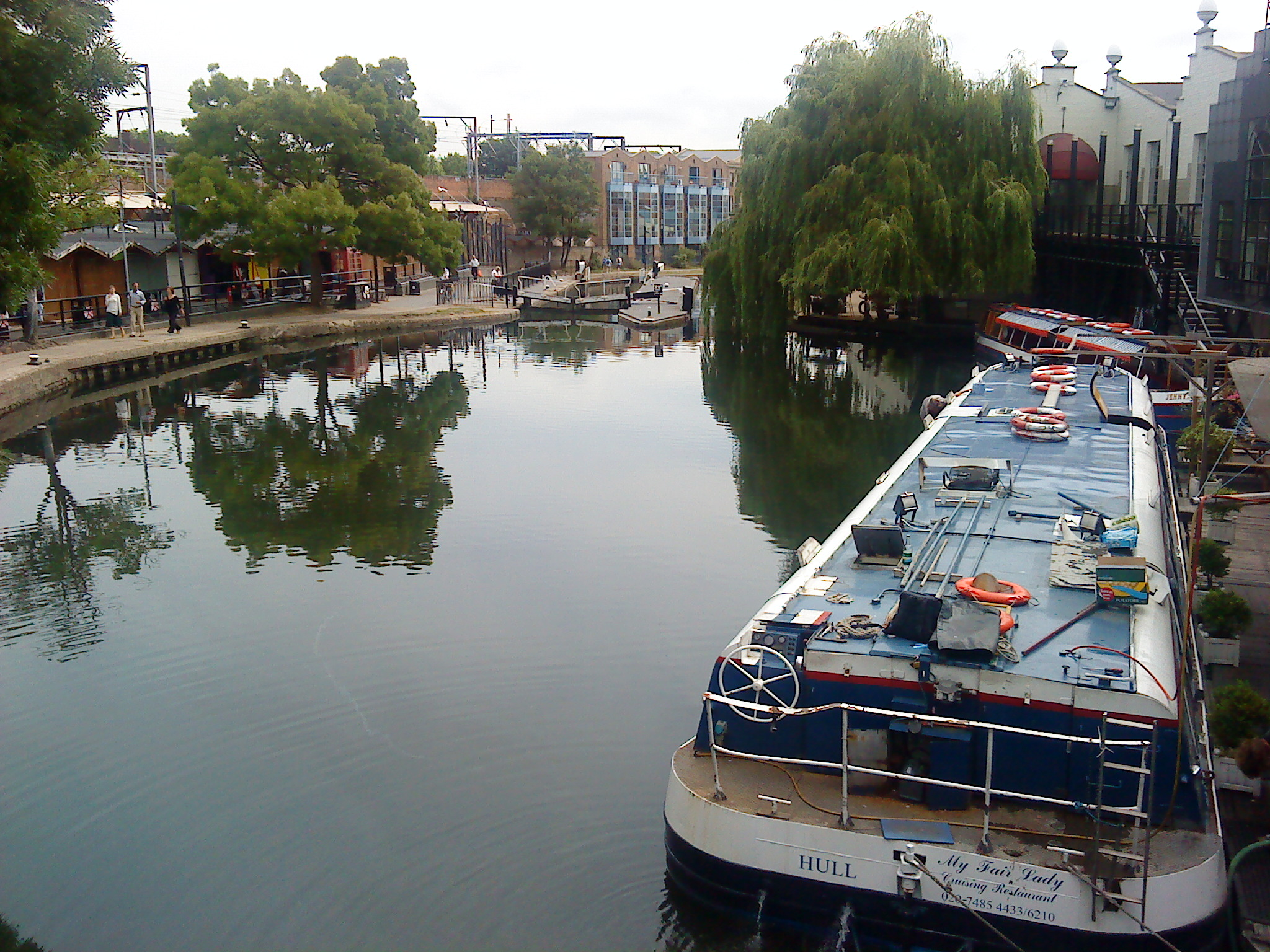
Il Regent's Canal a Camden Town